# 656 TCN
656 TCN là một năm trong lịch La Mã.